# الخوف من الإشعاع

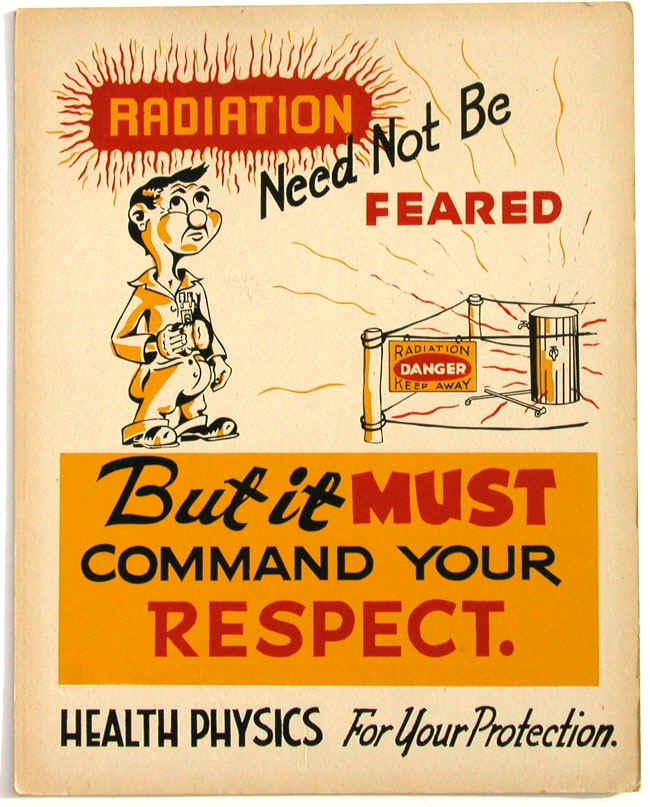
لا داعي للخوف من الإشعاع (مختبر أوك ريدج الوطني)

الخوف من الإشعاع هو الخوف من الإشعاع المؤين. بالنظر إلى أن الجرعات الكبيرة من الإشعاع ضارة، بل مميتة (مثل السرطان الناجم عن الإشعاع، ومتلازمة الإشعاع الحادة)، فإن كل تهديد بالتعرض للإشعاع قد يسبب الخوف. يستخدم المصطلح أيضًا لوصف معارضة استخدام التقنية النووية ( الطاقة النووية) الناشئة عن مخاوف أكبر بشكل غير متناسب مما تستحقه المخاطر الفعلية.

## نبذة

شكل يوضح تأثيرات الإشعاعات المؤينة على الوسط الذي تمر فيه

يتم استخدام الإشعاع، وهو الأكثر شيوعًا في صورة الأشعة السينية، بشكل متكرر في المجتمع من أجل تحقيق نتائج إيجابية. يتمثل الاستخدام الأساسي للإشعاع في الرعاية الصحية في استخدام التصوير الشعاعي للفحص أو الإجراء الشعاعي، وفي استخدام العلاج الإشعاعي في علاج الحالات السرطانية. يمكن أن يكون الخوف الإشعاعي خوفًا يعاني منه المرضى قبل وبعد أيٍّ من هذه الإجراءات، وبالتالي فإن مسؤولية أخصائي الرعاية الصحية في ذلك الوقت، غالبًا ما يكون فني الأشعة أو المعالج الإشعاعي، لطمأنة المرضى بشأن الآثار العشوائية على فسيولوجيا الإنسان. يُعد تقديم المشورة للمرضى وغيرهم من الأشخاص المعالجين بالإشعاع بشأن تدابير الحماية من الإشعاع المختلفة التي يتم فرضها، بما في ذلك استخدام لبس الرصاص والمطاط وقياس الجرعات والتحكم التلقائي في التعرض وهو عبارة عن جهاز إنهاء التعرض للأشعة السينية، وتعتبر طريقة شائعة لإعلام وطمأنة مرضى الخوف من الإشعاع.